# Songs of Darkness, Words of Light
Songs of Darkness, Words of Light osmi je studijski album britanskog doom metal sastava My Dying Bride. Album je 23. veljače 2004. godine objavila diskografska kuća Peaceville Records.

## O albumu
Prvi je album grupe na kojem je klavijature svirala Sarah Stanton. Prvotni primjerci albuma prodavani su u pakiranju čvrste kutije koja je, kao bonus, sadržavala dvostrani poster i magnet za hladnjak. Takva se tradicija nastavila i na sljedećem albumu, A Line of Deathless Kingsu.

## Popis pjesama
| 1.    | »The Wreckage of My Flesh« | 8:45 |
| 2.    | »The Scarlet Garden«       | 7:50 |
| 3.    | »Catherine Blake«          | 6:32 |
| 4.    | »My Wine in Silence«       | 5:53 |
| 5.    | »The Prize of Beauty«      | 8:02 |
| 6.    | »The Blue Lotus«           | 6:33 |
| 7.    | »And My Fury Stands Ready« | 7:45 |
| 8.    | »A Doomed Lover«           | 7:54 |
| 59:14 |                            |      |

## Recenzije
Thom Jurek, glazbeni kritičar sa stranice AllMusic, dodijelio je albumu četiri od pet zvjezdica te je izjavio: "Vraćajući se ponovo na dno, osmi studijski album My Dying Bridea ne samo da je vrijedni nasljednik The Dreadful Hoursa iz 2001., već se čini i da se dotiče istog emocionalnog i glazbenog ponora kao i Like Gods of the Sun iz 1996. godine. Pjevač Aaron Stainthorpe u sjajnoj je formi, birajući svoje napade između očajavajućeg, tugaljivog pjevušenja i urličućih patosa. Međuigra gitarista Hamisha Hamiltona Glencrossa i Andrewa Craighana intimnija je i jače lomi kosti od bilo kojeg drugog albuma u zlokobnom katalogu [sastava]. Ovaj zvuk pustoši, režanje beznađa i zavijanje od boli nosi udarajuća tmina bubnjara Shauna Taylor-Steelsa i basista Adea Jacksona. Ali da nije bilo tog prelijepog zvuka uzaludnog žalovanja koji proizvode orgulje Sarah Stanton, nikad ne bi mogli ući u ove teksturalne dubine. Među pjesmama poput "Blue Lotus", "A Doomed Lover" i "The Prize of Beauty", od kojih se svaka gega i udara uz predivno gotičko bogatstvo koje je nemoguće kritizirati, u skladbi "My Wine in Silence" prisutan je gotovo komerijalni singl koji uključuje slušatelja na potpuno drugačijoj razini. My Dying Bride je zvuku ekscesa doista podario gušeću intimnost; u svojem prijetećem [zvuku] nosi gotovo nepodnošljivu žestinu i nježnost koja se lomi čim započne nasilje. Prekrasno, jednostavno prekrasno."

## Zasluge
| My Dying Bride - Aaron Stainthorpe – vokali - Andrew Craighan – gitara - Hamish Hamilton Glencross – gitara - Adrian "Ade" Jackson – bas-gitara - Sarah Stanton – klavijature - Shaun Taylor-Steels – bubnjevi | Ostalo osoblje - Andy Green – dizajn, ilustracija, naslovnica - Mags – inženjer zvuka, miksanje |